# Credencialismo
Credencialismo é um termo usado para designar, freqüentemente de modo depreciativo, a confiança prioritária ou excessiva nas credenciais, em detrimento da qualificação, na atribuição de funções ou de status social.
Em uma seleção de vagas de emprego, um candidato que possua diploma ou título acadêmico pode ser priorizada ao invés de um profissional com grande experiência no ramo, mas sem graduação diferenciada. O credencialismo costuma impor-se de forma mais extremada nas profissões do setor terciário que nos ofícios industriais, onde prevalece um sistema de aprendizado mais pragmático.
Algumas profissões tendem a ser mais freqüentemente disciplinadas pelo uso de credenciais, tais como a medicina e a odontologia. Em alguns países, sobretudo aqueles que tem uma tradição corporativista, a exigência de credenciais é bastante difundida e as profissões fortemente regulamentadas. O grau e natureza destas exigências varia de país para país e o reconhecimento do direito ao exercício de muitas profissões é muitas vezes objeto de tratados internacionais.
A oposição ao credencialismo é a bandeira do movimento pela desescolarização